# 中国農業銀行

中国農業銀行（中国农业银行）

中国農業銀行（ちゅうごくのうぎょうぎんこう、拼音: zhōngguó nóngyè yínháng、英語: Agricultural Bank of China）は、中華人民共和国の銀行である。中国銀行、中国工商銀行、中国建設銀行と並び中国四大商業銀行とされる。世界最大規模の銀行の一つ。

## 概要
北京に総行（本店）を置き、全国31の省、自治区、直轄市と新疆生産建設兵団に一級分行（支店）を置く他、大連、深圳、青島、寧波、アモイに直属分行を置く。下級支店網は全国の農村をカバーし、店舗数は四大商業銀行中最大である。さらに中国域外では東京、ニューヨーク、シンガポール、香港、マカオ、ソウル、ドバイ、フランクフルト、シドニーに支店を設置し、ロンドン、モスクワ、ルクセンブルクに現地法人、その他、台北等に海外駐在員事務所を置く。また長春、天津、武漢に養成学校を開設している。
2024年1月時点、東京支店では法人業務のみを取り扱っており、個人業務の取り扱いはない。
2020年末の総資産は27.21兆人民元、貸付残高15.17兆人民元、預金残高20.37兆人民元、純利益2,164億人民元であった。2021年の米『フォーチュン』誌の世界トップ企業500に入り、利益ベースでは世界第29位である。また、イギリスの金融専門誌「ザ・バンカー」の銀行ランキングでTier1資本で世界3位である（1位は中国工商銀行、2位は中国建設銀行）。
また、香港においては金融最大手の「八行五保」の一行とされている。
2020年末現在、農業銀の個人顧客数は８億6000万戸で、国内に2万2938店舗を展開している。2009年の新規融資は過去最高の1兆人民元と、ニュージーランドの国内総生産（GDP）を超える規模だった。

## 株式上場
2008年10月21日、温家宝主催による国務院常務会議において中国四大国有商用銀行のうち唯一株式会社化されていなかった、当行の株式会社化に向けた改革実施案を概ねで決定した。「三農問題」の解決に向けた弾みとなることが期待された。
2010年7月15日に上海株式市場(A株）、16日に香港株式市場(H株）に上場し、両市場で193億米ドル（約1兆7000億円）、オーバーアロットメント（追加募集）が行われた場合は220億米ドルを超える資金調達、世界最大規模のIPOとなる。新規株式公開(IPO)価格はH株の3.2香港ドルの予定。
2020年末の不良債権率は1.57%であるが、中国四大商業銀行全体での不良債権率の上昇が過去にも伝えられており、直近でも報道されている。加えて、中国農業銀行は過去の経緯から利益率の高くない農村などの田舎地域を広くカバーしており、そのこともあってか海外での株式上場の目処はたっていない。

## 沿革
農業銀行の前身である農業共同銀行は1951年に、中国農民銀行及び共同銀行の合併により誕生した。しかし翌1952年には中国人民銀行と合併し、いったんは消滅したが、1955年には中国農業銀行として再び独立した。
1950年代、中国農業銀行は、当時社会主義体制下で唯一の銀行（国家銀行）とされた中国人民銀行の子会社として地方金融、農業に対する開発、投資、融資を担当していた。
1960年代に入り、中国農業銀行は国務院の監督の下に入り、従前からの業務に加え、政府の農業支援予算を取り扱うなど、農業関係信用事業全般を担った。
1979年には特殊銀行から、商業銀行へ組織形態を変更し、さらに株式会社として改組され四大国有商銀の一つに名を連ねた。
中国では1990年代に国営金融機関の改革が始まったが、農業銀行も1994年には農業政策関係の部門を中国農業発展銀行に分離した。さらに1998年には中国政府より資本注入を受け、新旧分離方式により簿価で3,458億人民元の不良債権を農業銀行のバランスシートより分離した。分離された不良債権は中国長城資産管理公司に引き渡された。